# Avenul de sub Colții Grindului
Avenul de sub Vârful Grind (cunoscut și ca Avenul din Grind, Avenul de sub Colții Grindului, Avenul din Colții Grindului, Avenul de sub Hornurile Grindului) este cea mai adâncă peșteră din România, având adâncimea (și denivelarea) de -769m.

## Amplasare
Avenul se află la ~235m sub creasta principală a masivului Piatra Craiului. Mai exact, intrarea se află în apropierea Hornului Mic (sudic) la altitudinea de ~1922m, în bazinul de recepție al văii Grindu (Hornurile Grindului).

## Istoricul explorării avenului de sub vârful Grind
Între anii 1930-1985, patru alpiniști și speologi, din generații diferite, și-au închinat viața și activitatea descoperirii accesului în subteranul Pietrei Craiului spre legendarul lac. Aceștia au fost: Alfred Prox în anii '30, Walter Gutt în anii '50, Ioan Dobrescu și Gheorghe (Gogu) Popescu în anii '80 și '90. Aceștia au polarizat în jurul lor echipe și au cercetat sistematic potențialele cai de acces spre sistemul subteran.
În toamna anului 1985, Ioan Dobrescu și I. Bostan de la Clubul Speologic Piatra Craiului din Câmpulung-Muscel, au descoperit intrarea în aven și au fost convinși că sunt în fața unui aven deosebit. Ioan Dobrescu și Gh. Popescu de la Clubul Speologic "Z" Oradea au organizat în zilele de 15-16 iunie 1986 explorarea în premieră a avenului. Au participat speologi de la Cluburile Speologice Piatra Craiului din C-lung Muscel, Hades Ploiești și Z Oradea.
Gh. Popescu va atinge pentru prima oară fundul avenului la cota de minus 200 metri (cartare provizorie), găsind continuarea astupată prin prăbușirea unui depozit uriaș de brecie de falie. Între anii 1986 - 1991 Gh. Popescu va organiza prima decolmatare de anvergură la o asemenea adâncime, timp de șase ani, lună de lună și săptămână de săptămână. La finele anului 1991, deja fisuri largi suflau puternic aer, anunțând goluri subterane imense. Coloniile de lilieci cantonate ani de zile în porțiunea superioară a avenului au început deja să migreze pe fisuri spre partea inferioară a avenului.
La această operațiune gigant de decolmatare au participat o multitudine de speologi de la diverse cluburi speologice, că: Hades din Ploiești, Avenul din Brașov, Silex din Brașov, Speo-80 din București, Z Oradea, Carst Bacău și speologi invitați ca Paul Matoș de la Speo-Telex și Teodor Negoiță (viitor explorator arctic și antarctic). Ioan Dobrescu va ajuta doar la construcția de către Gh. Popescu în anul 1987 a refugiului Speologilor la 1900 metri altitudine, iar Walter Gutt va asigura echipamente profesionale de explorare în diversele faze de decolmatare.
Revoluția din Decembrie 1989, a dus printre altele și la disoluția mișcării speologice din România. Acest lucru s-a resimțit și în proiectul de dezobstrucție de la finalul avenului, numărul speologilor participanți scăzând drastic. În plin proces de "extincție" a speologiei de amatori din România, formele de anarhie care cuprinseseră țară în tranziție s-au făcut simțite și în acest proiect. În primăvara anului 1992 echipe de speo-pirați au pătruns în aven și au continuat dezobstrucția pasajului, reușind străpungerea și eliberând calea spre străfundurile avenului. Până la noua organizare a speologiei de amatori sub formă Federației Române de Speologie din anul 1994, avenul a fost explorat de pseudo-speologi și oportuniști, unii chiar pierzându-și viața.
Începând cu anul 2010, Clubul de speologie Focul Viu București căruia i s-a alăturat Clubul Avenul Brașov în 2012, au reluat explorările și lucrările de dezobstrucție, de această dată la terminusul avenului, la minus 544 metri. Taberele au decurs sistematic și s-au cercetat rând pe rând pasajele laterale ce apar pe verticala principală. Astfel, au fost escaladate patru hornuri și s-a realizat joncțiunea cu un sistem paralel, Himalaya 2, descoperiri ce au condus la dezvoltarea actuală, de ~1300 de metri. 
Avenul continuă și viitorul poate ne va oferi minus 800 metri sau chiar minus 1000 metri adâncime.

## Descriere
Avenul are o denivelare de -769m, o dezvoltare de ~ 1300 metri și o extensie de ~240 metri (date actualizate după descoperirile din decembrie 2019) și se află încă în explorare. Avenul este format dintr-o înșiruire de peste 20 de puțuri verticale, cu lungimi variind între 17 și 69 de metri, legate cu pasaje de galerii suborizontale. Pe verticală se pot distinge două porțiuni distincte: una superioară, până la strâmtoarea de la -290 metri, unde verticalitatea este mare datorită dezvoltării de-a lungul faliei și una inferioară, cu verticalitate redusă datorită dezvoltării pe fețe de strat. Este un aven tipic de carst alpin, activ, unde concrețiunile sunt puține ca număr. Sunt prezente totuși formele de eroziune în sistem vados și cele de coroziune. Numeroase marmite se găsesc în canionul „Zig-Zag” aflat între cotele -355m și -385m trădând urme ale marilor cantități de apă drenate în anumite perioade prin aven.

## Condiții de vizitare
Avenul este deosebit de periculos. Se recomandă echipelor bine antrenate și echipate.

## Biologie
Au fost identificate două specii de lilieci.